# تاریخچه مختصرتر زمان
تاریخچه مختصرتر زمان (به انگلیسی: A Briefer History of Time) یک کتاب علم به زبان ساده نوشته استیون هاوکینگ فیزیکدان انگلیسی و لئونارد ملودینو، فیزیکدان آمریکایی است که در سال ۲۰۰۶ منتشر شد.
این کتاب نسخه به روز شده و بازنویسی شده کتاب تاریخچه مختصر زمان هاوکینگ در سال ۱۹۸۸ است. هاوکینگ و ملودینو در این کتاب مکانیک کوانتومی، نظریه ریسمان، نظریه مه‌بانگ و موضوعات دیگر را به شیوه ای قابل فهم تر برای عموم ارائه می‌کنند. این کتاب با موضوعات تازه کشف شده به روز شده و موضوعات تکراری در سراسر کتاب را با جزئیات بیشتر به اطلاع می‌رساند.